# Cleonice bigelowi
Cleonice bigelowi är en tvåvingeart som först beskrevs av Charles Howard Curran 1926.  Cleonice bigelowi ingår i släktet Cleonice och familjen parasitflugor. Inga underarter finns listade i Catalogue of Life.